# Chinesisches Richtschwert (langes Heft)
Ein Chinesisches Richtschwert (langes Heft)  ist ein Richtschwert aus  China.

## Beschreibung
Ein Chinesisches Richtschwert (langes Heft) hat eine gerade, einschneidige Klinge. Die Klinge wird vom Heft zum Ort breiter und ist am Ort abgebogen und spitz. 
Direkt unterhalb des Klingenrückens sind meist zwei leichte Hohlschliffe ausgearbeitet. Das Schwert hat kein Parier. Das Heft ist mit einer Seidenkordel umwickelt. Der Knauf ist, wie bei chinesischen Schwertern oft vorkommend, als Ring gestaltet. In China wurden verschiedene Arten von Richtschwertern benutzt und waren bis zum 20. Jahrhundert in Gebrauch.